# عبداله نوری (مارکسیست)
عبداله نوری، متولد کرمانشاه، یکی از ۱۱ معلم انقلابی بود که در ۲۸ مرداد ۱۳۵۸ به اتهام هواداری از سازمان چریک‌های فدایی خلق ایران در زندان دیزل آباد کرمانشاه اعدام شدند.
وی از کسانی بود که نخستین اعتصاب معلمان ایران را در انقلاب بهمن در کرمانشاه ساماندهی کردند.

## منبع
- وبگاه سر افرازان